# Microglanis
Microglanis (Мікрогланіс) — рід риб родини Pseudopimelodidae ряду сомоподібні. Має 25 видів. Інша назва «сом-арлекін».

## Опис
Загальна довжина представників цього роду коливається від 3,5 до 8 см. Голова коротка, її ширина дорівнює довжині. Очі маленькі, без вільного краю орбіти. Рот широкий. Є 3 пари коротеньких вусів. Тулуб стрункий, вкритий лускою. Хвостове стебло сплощене. Спинний і грудні плавці мають гострі шипи. Спинний плавець широкий, з розгалуженими променями. Жировий порівняно великий. Грудні плавці витягнуті, широкі. Анальний плавець дещо подовжено. Хвостовий плавець з широкими лопатями й виїмкою.
Забарвлення переважно помаранчево-коричневого кольору з малюнком і з великими темно-коричневими плямами.

## Спосіб життя
Зустрічаються в невеликих струмках з чорною водою і піщано-мулистими ґрунтами, які зазвичай встелені килимом відмерлої рослинності, в якій сомики ховаються. Воліють від помірної до сильної течії. Утворюють невеличкі косяки. активні вночі та у присмерку. Одні види живляться водними комахами та їх личинками, інші — мурахами, впали у воду. У шлунку M. iheringi, крім фрагментів водних комах, виявлено велику кількість водоростей. Поки не з'ясовано: чи є водорості для даного виду поживою або потрапляють вони в шлунок разом зі здобиччю.

## Розповсюдження
Мешкають у басейнах річок Амазонка, Ессекібо, Оріноко, Парагвай, Ла-Плата і Турмеро — у межах Венесуели, Бразилії, Еквадору, Перу та Аргентини.

## Тримання в акваріумі
Необхідна ємність від 100 літрів. На дно насипають дрібний пісок темних тонів. Зверху розсипають опале листя дерев і тонкі гілки. Обов'язкова наявність корчів з дуплами, в яких соми будуть ховатися і відпочивати. Рослини висаджують уздовж далекої стінки акваріума. Кущі повинні бути з гарною кореневою системою й досить закріпитися в ґрунті перед запуском сомів, оскільки мікрогланіси люблять рити норки під корінням рослин.
Неагресивні риби. Тримають групою від 7-10 особин. Сусідами можуть стати будь-які неагресивні види — корідораси, тетри. Годують дрібним живим харчем, замінником живого (фарш з морепродуктів). За вживанням сухого корму помічені не були. З технічних засобів знадобиться внутрішній фільтр середньої потужності для створення помірної течії, компресор. Температура тримання повинна становити 22-28 °C. При відсутності інших донних риб мікрогланіси можуть підтримувати популяцію навіть в невеликих акваріумах.

## Види
- Microglanis ater
- Microglanis carlae
- Microglanis cibelae
- Microglanis cottoides
- Microglanis eurystoma
- Microglanis garavelloi
- Microglanis iheringi
- Microglanis leniceae
- Microglanis leptostriatus
- Microglanis lundbergi
- Microglanis maculatus
- Microglanis malabarbai
- Microglanis minutus
- Microglanis nigripinnis
- Microglanis oliveirai
- Microglanis parahybae
- Microglanis pataxo
- Microglanis pellopterygius
- Microglanis pleriqueater
- Microglanis poecilus
- Microglanis robustus
- Microglanis secundus
- Microglanis variegatus
- Microglanis xylographicus
- Microglanis zonatus